# Champdani
Champdani é uma cidade e um município no distrito de Hugli, no estado indiano de Bengala Ocidental.

## Geografia
Champdani está localizada a 22° 48′ N, 88° 22′ L. Tem uma altitude média de 12 metros (39 pés).

## Demografia
Segundo o censo de 2001, Champdani tinha uma população de 103 232 habitantes. Os indivíduos do sexo masculino constituem 56% da população e os do sexo feminino 44%. Champdani tem uma taxa de literacia de 67%, superior à média nacional de 59,5%; a literacia no sexo masculino é de 74% e no sexo feminino é de 58%. 12% da população está abaixo dos 6 anos de idade.